# 台壁之戰
台壁之戰是中國十六國時代的一場戰役，發生於394年，是後燕滅西燕之戰中關鍵一戰。

## 背景
後燕建興八年（西燕中興八年，393年）十一月，後燕帝慕容垂出兵七萬，以慕容瓚和張崇循井陘（今河北井陘縣）西進晉陽（今山西太原），平規進攻守鄴西南沙亭的段平。西燕帝慕容永以刁雲、慕容鍾率五萬兵守潞川防禦。次年慕容垂自鄴（今河北臨漳西南）出兵，兵分三道出擊，慕容永於是在各個後燕要進攻的地位都設重兵作防禦，並在漳河北的臺壁聚積軍糧，留小逸豆歸、王次多、勒馬駒防守。不過，慕容永見慕容垂停留在鄴城西南個多月都未進發，擔心他是在想騙他，讓其循寛闊的太行山口進攻，於是收結諸軍改屯軹關（今河南濟源縣西北），阻塞太行山道口，只留臺壁一軍依舊防守。

## 經過
394年四月，慕容垂乘西燕於臺壁附近兵力減弱，率大軍經滏口（今河北磁縣西北）入天井關（今山西晉城市澤州縣境）發動進攻，並於五月乙酉日到達臺壁。當時慕容永派大逸豆歸救援但被平規擊敗，小逸豆歸出戰也被慕容農擊敗，勒馬駒陣亡而王次多被俘，臺壁於是被後燕軍所圍。
慕容永見狀即召駐防太行山的軍隊回來，自率精兵五萬憑漳河抵抗後燕軍。五月乙亥日，慕容垂亦在臺壁以南列兵，慕容楷及慕容農分領兩翼，又命慕容國率數千騎兵在澗下埋伏。五月庚子日，兩軍交戰，後燕軍佯敗退兵，慕容永於是揮軍追擊，走了數里後慕容國伏兵就從澗中突然出現，西燕軍退路被斷，更遭後燕諸軍四面圍攻，於是大敗，八千多人被殺，慕容永逃還長子（今山西長治市長子縣）。

## 影響
西燕軍於此戰損失甚大，後燕亦越過太行山天險，於是乘勝圍攻長子，滅西燕戰爭進入最後階段。西燕於此戰戰敗亦造成軍心不穩，在此戰開始時原本守潞川的刁雲及慕容鍾就已因恐懼而投降，戰後晉陽守軍知道此戰敗後亦棄城出逃，晉陽也落入後燕之手。至長子之戰時慕容永雖圖堅守長子，但終也因將領伐勤叛變而令長子失陷。